# Stura (département)
Pour les articles homonymes, voir Stura.
1802–1814
Entités précédentes :
- République subalpine

Entités suivantes :
- Royaume de Sardaigne

La Stura (parfois francisé en Sture) est un ancien département français dont le chef-lieu était Coni. Alba, Mondovì, Saluces et Savillan en étaient les sous-préfectures. L'ex-principauté d'Oneille, administrée simultanément depuis l'annexion le 9 décembre 1798 de cette partie du Piémont sarde, avait été cédée à la République ligure après le traité de Lunéville le 9 février 1801. Son territoire correspond en grande partie à l'actuelle province de Coni.
Le département a été créé le 11 septembre 1802 et tire son nom d'un affluent du Tanaro, la Stura di Demonte. La population s'élevait à 431 438 habitants en 1806. Le traité de Fontainebleau du 11 avril 1814 mit fin à la possession française.
Ce département, à qui avait été attribué le numéro 105 dans la liste des 130 départements français de 1811, était divisé en quatre arrondissements dont les chefs-lieux de canton étaient :
Découpage des cantons selon le décret impérial n°1979 du 5 septembre 1806. Bulletin des Lois n°119.
- Arrondissement de Coni :
  - Canton de : Borgo-San-Dalmazzo. (Andonno, Borgo-San-Dalmazzo, Entracque, Rittana, Roccasparvera, Roccavionne, Valdieri).
  - Canton de : Boves. (Bovès).
  - Canton de : Busca. (Busca, Villafaletto).
  - Canton de : Caraglio. (Bernezzo, Caraglio, Vignolo).
  - Canton de : Centallo. (Centallo).
  - Canton de : Coni. (Castelletto Stura, Cervasca, Coni, Montanera).
  - Canton de : Demonte. (Aisone, Demonte, Gaiola, Moiola, Valloriate)
  - Canton de : Dronero. (Cartignano, Dronero, Roccabruna, Villar San Costanzo).
  - Canton de : San-Damiano-Macra. (Acceglio, Albaretto Valle di Macra, Alma, Canosio, Celle Di Macra, San-Damiano, Elva, Lottulo, Marmora, San Michele Prazzo, Paglieres, Prazzo, Stroppo, Ussolo).
  - Canton de : Valgrana. (Caltelmagno, Montemale, Monterosso, San Pietro-di-Monterosso, Pradleves, Valgrana).
  - Canton de : Vernante. (Limone Piemonte, Roaschia, Robilante, Vernante).
  - Canton de : Vinadio. (Argentera, Bersezio, Pietraporzio, Sambuceo, Vinadio)

- Arrondissement d'Alba :
  - Canton de : Alba. (Alna, Barbaresco, Diano d'Alba, Neive, Neviglie, Rodello, Trezzo Tinella).
  - Canton de : Bossolasco. (Albaretto della Torre, Arguello, San Benedetto Belbo, Benevello, Borgomale, Bossolasco, Cerreto Langhe, Cissone, Feisoglio, Gorzegno, Lequio Berria, Montelupo Albese, Niella Belbo, Roddino, Serravalle Langhe, Sinio, Somano).
  - Canton de : Bra. (Bra, Pocapaglia, Santa Victoria d’Alba).
  - Canton de : Canale. (Canale, Govone, Monteu Roero, Priocca, Santo Stefano Roero).
  - Canton de : Cortemiglia. (Bergolo, Bosia, brovida, Camo, Castelletto Uzzone, Castino, Cessole, Cortemilia, Cravanzana, Denice, Santa Giulia, Gorrino, Levice, Loazzolo, Lodisio, Mombaldone, Olmo Gentile, Perletto, Prunetto, Roccaverano, Scaletta Uzzone, Torre Bormida, Torre d'Uzzone).
  - Canton de : Guarene. (Castagnito, Castellinaldo, Corneliano d'Alba, Guarene, Magliano, Monticello, Piobesi d'Alba, Vezza d'Alba).
  - Canton de : La Morra. (Barolo, Castelletto Monforte D'alba, Castiglione Falletto, Grinzane Cavour, Monchiero, Monforte d'Alba, La Morra, Novello, Perno, Roddi, Serralunga d'Alba, Verduno).
  - Canton de : Sommariva del-Bosco. (Baldissero D'alba, Ceresole Alba, Montaldo Roero, Sanfrè, Sommariva del-Bosco, Sommariva Perno).

- Arrondissement de Mondovi :
  - Canton de : Bene Vagienna. (Sant'Albano Stura, Bene Vagienna, Lequio Tanaro, Trinità).
  - Canton de : Carru. (Carru, Magliano Alpi, Piozzo).
  - Canton de : Chiusa di Pesio. (Beinette, Chiusa di Pesio, Peveragno).
  - Canton de : Mondovi (1er arrondt). (Briaglia, San Michele Mondovì, Mondivi-Carassone, Mondovi-Piazza, Niella Tanaro, Vicoforte (Vico)).
  - Canton de : Mondovi (2e arrondt). (Mondovi-Borgatto, Mondovi-Breo, Mondovi, Monastero).
  - Canton de : Rocca de' Baldi. (Margarita, Morozzo, Pianfei, Rocca de' Baldi).
  - Canton de : Torre. (Monasterolo Casotto, Montaldo di Mondovì, Pamparato, Roburent, Torre Mondovì (Torre)).
  - Canton de : Villanova Mondovi. (Frabosa Sottana, Frabosa Soprana, Roccaforte Mondovì, Villanova Mondovì).

- Arrondissement de Saluces :
  - Canton de : Barge. (Barge, Bagnolo Piemonte).
  - Canton de : Moretta. (Cardè, Faule, Moretta, Polonghera, Scarnafiggi, Torre San Giorgio).
  - Canton de : Paesana. (Crissolo, Oncino, Ostana, Paesana, Sanfront).
  - Canton de : Revello. (Castellar, Envie, Gambasca, Martiniana Po, Pagno, Revello, Rifreddo).
  - Canton de : Saluces. (Lagnasco, Saluces).
  - Canton de : Sampeyre. (Bellino, Châteaudauphin (Castel-Delfino), Frassino, Pontechianale, Sampeyre).
  - Canton de : Venasca. (Brondello, Brossasco, Isasca, Melle, Valmala, Venasca).
  - Canton de : Verzuolo. (Manta, Piasco, Verzuolo, Villanovetta).

- Arrondissement de Savillan :
  - Canton de : Cavallermaggiore. (Cavallerleone, Cavallermaggiore, Monasterolo di Savigliano, Murello, Ruffia, Villanova Solaro).
  - Canton de : Cherasco. (Cervere, Cherasco, Narzole, Salmour).
  - Canton de : Costigliole. (Costigliole Saluzzo, Rossana, Vottignasco).
  - Canton de : Fossano. (Fossano).
  - Canton de : Racconiggi. (Caramagna Piemonte, Casalgrasso, Racconiggi).
  - Canton de : Savillan. (Savillan)

Le Dictionnaire géographique portatif de 1809 résumait ainsi le département de la Stura : Climat âpre, sol montueux, pierreux, produit en abondance fruits, noix, mûriers, châtaigniers, bois, pâturages ; peu de bétail, beaucoup de chevaux, des mulets excellents, mines d'or et d'argent ; carrières de marbre ; paillettes d'or dans les rivières ; eaux minérales. Ses habitants sont simples, belliqueux, petits, agiles, excellents fantassins ; les femmes douces et laborieuses. Grand commerce de soie pour Lyon, fruits, truffes, fourrages, bestiaux, laitage, marbre, pierre à chaux, peu de manufactures et fabriques.
Le département de la Stura faisait partie de la 27e division militaire, avec la Doire, Marengo, le Pô, la Sézia et, jusqu'en 1805, le Tanaro.

## Liste des préfets
| Période           | Période      | Identité                                           | Fonction précédente                                                        | Observation |
| ----------------- | ------------ | -------------------------------------------------- | -------------------------------------------------------------------------- | --- |
| 26 août 1802      | 1803         | Jean Laurent de Grégory, comte de Marcorengo       |                                                                            | Membre du Sénat conservateur (1803) |
| 24 septembre 1803 | 1810         | Pierre Amédée Vincent Joseph Marie Arborio-Biamino |                                                                            | Passe à la préfecture de la Lys |
| 30 novembre 1811  | 12 mars 1813 | Auguste Joseph Baude de La Vieuville               | Conseiller général de la Meurthe Chambellan de l'Empereur                  | Préfet du Haut-Rhin (1813-1815), Préfet de l'Allier (seconde Restauration), Préfet de la Somme (1816), Député d'Ille-et-Vilaine (1820), Pair de France (1827). |
| 12 mars 1813      | non-installé | Antoine Louis Campan                               | Commissaire spécial de police à Toulouse                                   | Maintenu à Toulouse |
| 25 mars 1813      | 1814         | Louis-Honoré-Félix Le Peletier d'Aunay             | Auditeur au Conseil d'État Préfet de Tarn-et-Garonne Préfet d'Eure-et-Loir | Député de Seine-et-Oise (1827-1848, 1849-1851), Vice-président de la Chambre des députés (1842)                                                                |